# Terespol (Grande-Pologne)
Pour les articles homonymes, voir Terespol (homonymie).
Terespol (prononciation : [tɛˈrɛspɔl]) est un village polonais de la gmina de Rakoniewice dans le powiat de Grodzisk Wielkopolski de la voïvodie de Grande-Pologne dans le centre-ouest de la Pologne.
Il se situe à environ 7 kilomètres au sud de Rakoniewice (siège de la gmina), à 18 kilomètres au sud de Grodzisk Wielkopolski (siège de la gmina et du powiat) et à 55 kilomètres au sud-ouest de Poznań (capitale régionale).

## Histoire
De 1975 à 1998, le village faisait partie du territoire de la voïvodie de Poznań.

Depuis 1999, Terespol est situé dans la voïvodie de Grande-Pologne.